# The Black Balloon
The Black Balloon är en australisk dramakomedifilm från 2008 i regi av Elissa Down. Filmen hade biopremiär i Australien den 6 mars 2008. Huvudrollerna spelas av Rhys Wakefield, Gemma Ward, Luke Ford, Erik Thomson och Toni Collette.
Filmen släpptes på DVD i Sverige av CCV Entertainment den 18 mars 2009.

## Handling
Filmens handling kretsar kring femtonåringen Thomas Mollison, som precis har flyttat till en helt ny stad och ska börja på en helt ny skola. Samtidigt som Thomas gör allt för att försöka passa in i sin nya omgivning och leva ett helt normalt tonårsliv, tvingas han ta hand om sin svårt autistiske bror Charlie, eftersom deras gravida mamma Maggie har fått för högt blodtryck och måste vila. När mamma Maggie sedan blir tvungen att tillbringa resten av sin graviditet på sjukhus, blir Thomas därmed den ansvarige vårdnadshavaren för sin bror, vilket såklart inte blir den lättaste utmaningen. Vid sin sida har han sin flickvän Jackie Masters, som hjälper honom att klara hela vardagen, hur svårt det än må vara.

## Rollista (i urval)
- Rhys Wakefield – Thomas Mollison
- Luke Ford – Charlie Mollison
- Toni Collette – Maggie Mollison
- Erik Thomson – Simon Mollison
- Gemma Ward – Jackie Masters
- Nathin Butler – Chris
- Lisa Kowalski – Sally
- Firass Dirani – Russell
- Sarah Woods – Janet
- Ryan Clark – Dean